# Богуцкий, Евгений Владимирович
Евгений Владимирович Богуцкий (бел. Яўгеній Уладзіміравіч Багуцкі; род. 7 сентября 1999, Минская область) — белорусский легкоатлет, специалист по метанию диска. Выступает за сборную Белоруссии по лёгкой атлетике с 2017 года, обладатель серебряной медали чемпионата мира среди юниоров, серебряный призёр молодёжного чемпионата Европы, победитель и призёр первенств национального значения, участник летних Олимпийских игр в Токио.

## Биография
Евгений Богуцкий родился 7 сентября 1999 года в деревне Брусы Минской области.
Впервые заявил о себе на международном уровне в сезоне 2017 года, когда вошёл в состав белорусской сборной и выступил в метании диска на юниорском европейском первенстве в Гроссето.
В 2018 году в той же дисциплине завоевал серебряную медаль на юниорском мировом первенстве в Тампере.
В 2019 году стал серебряным призёром в молодёжной категории на Кубке Европы по метаниям в Шаморине, с результатом 58,56 занял четвёртое место на молодёжном европейском первенстве в Евле, был лучшим на чемпионате Белоруссии в Минске.
На чемпионате Белоруссии 2020 года в Минске взял бронзу.
В апреле 2021 года с личным рекордом 66,03 победил на Мемориале Евгения Шукевича в Бресте, в мае одержал победу в молодёжной категории на Кубке Европы по метаниям в Сплите, в июне превзошёл всех соперников на чемпионате Белоруссии в Минске, в июле получил серебро на молодёжном европейском первенстве в Таллине. Выполнив олимпийский квалификационный норматив (66,00), удостоился права защищать честь страны на летних Олимпийских играх в Токио — на предварительном квалификационном этапе метания диска показал результат 58,65 метра, чего оказалось недостаточно для выхода в финал.